# Cerapus benthophilus
Cerapus benthophilus is een vlokreeftensoort uit de familie van de Ischyroceridae. De wetenschappelijke naam van de soort is voor het eerst geldig gepubliceerd in 1979 door Thomas & Heard.